# Giovanni Battista Nicolai

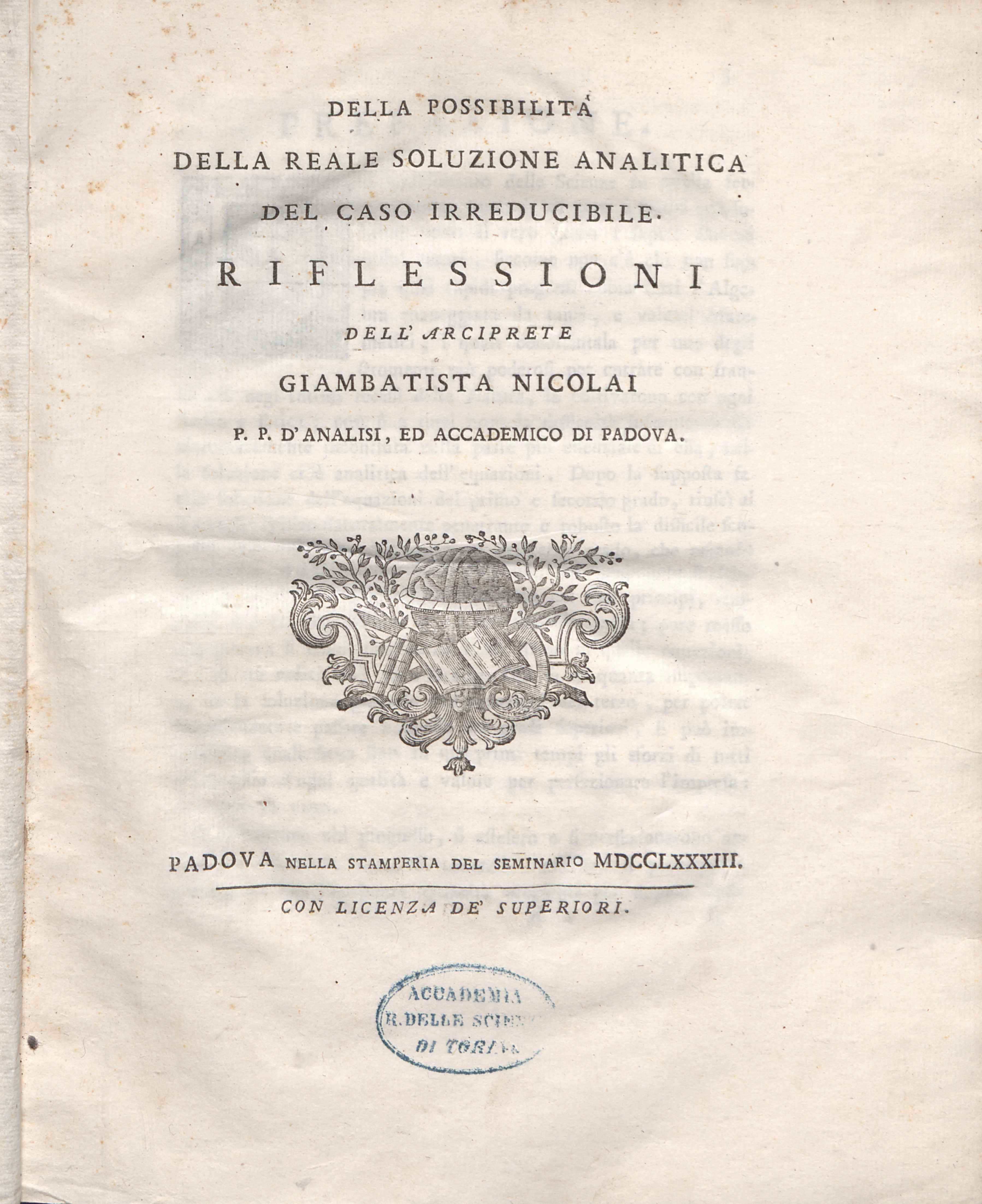
Della possibilità della reale soluzione analitica del caso irreducibile, 1783

Giovanni Battista Nicolai, noto anche come Giambattista Nicolai o Nicolaj (Venezia, 30 marzo 1726 – Schio, 15 luglio 1793), è stato un matematico e presbitero italiano.

## Biografia
Nato nel 1726 a Venezia da una famiglia di origini trevigiane, Giambattista Nicolai studiò dal 1739 per quattro anni presso il seminario vescovile di Treviso e dal 1750 insegnò per dieci anni matematica e fisica presso lo stesso seminario.
Nel 1758 il vescovo di Treviso lo nominò arciprete di Padernello, titolo che Nicolai conservò fino alla morte.
Dal 1772 fu professore di matematica presso l'Università di Padova, dal 1774 membro dell'Accademia dei Ricovrati e dal 1779 socio pensionario per la classe di matematica della stessa accademia padovana (nel frattempo rifondata come "Accademia di scienze, lettere e arti"). Dal 1785 fu inoltre socio dell'Accademia delle Scienze di Torino.
Nicolai si distinse per il suo tentativo di riforma dell'analisi matematica, che tuttavia si rivelò fallimentare.
Egli morì nel 1793 mentre si trovava a Schio per una cura alle terme di Recoaro, e ricevette sepoltura nel duomo di Schio.

## Opere
- Dissertazioni due fisico-matematiche, Padova, Tipografia del Seminario, 1772.
- Della possibilità della reale soluzione analitica del caso irreducibile, Padova, Tipografia del Seminario, 1783.
- (LA) Nova analyseos elementa, vol. 1, Padova, Tipografia del Seminario, 1786.
- (LA) Nova analyseos elementa, vol. 2, Padova, Tipografia del Seminario, 1793.